# Lijst van burgemeesters van Oeffelt
Dit is een lijst van burgemeesters van de voormalige Nederlandse gemeente Oeffelt tot die gemeente op 1 januari 1994 opging in de gemeente Boxmeer.
| Ambtsperiode | Naam burgemeester                   | Partij of stroming | Bijzonderheden                                  |
| ------------ | ----------------------------------- | ------------------ | ----------------------------------------------- |
| 1811 - 1818  | Petrus Haerkens                     |                    | maire/schout                                    |
| 1818 - 1837  | Hendrikus Haerkens                  |                    | eerst schout                                    |
| 1838         | Cornelis W. Geurts                  |                    |                                                 |
| 1839 - 1862  | Hendrikus van de Voordt             |                    |                                                 |
| 1863 - 1888  | Henricus (H.) Geurts                |                    |                                                 |
| 1888 - 1918  | Martinus (M.A.) Haerkens            |                    |                                                 |
| 1918 - 1942  | Cornelis (C.J.J.) Remmen            |                    |                                                 |
| 1942         | Frans (F.H.M.) Schram               |                    | waarnemend                                      |
| 1942 - 1943  | Johannes Lambertus Antonius Stevens |                    | waarnemend                                      |
| 1943 - 1944? | J.L.J. Kronenburg                   |                    |                                                 |
| 1944 - 1952  | Cornelis (C.J.J.) Remmen            |                    | later burgemeester van Budel                    |
| 1952 - 1962  | Anton (A.J.L.) Voets                |                    | voorheen burgemeester van Diessen               |
| 1963 - 1984  | Jaap (J.I.) Stuij                   | KVP                | voorheen burgemeester van Putte                 |
| 1984 - 1993  | Theo (Th.J.M.) van Casteren         | CDA                | tevens/later waarnemend burgemeester van Haaren |